# Leuraptera yakasi
Leuraptera yakasi är en insektsart som beskrevs av Ernst Heiss 1990. Leuraptera yakasi ingår i släktet Leuraptera och familjen barkskinnbaggar. Inga underarter finns listade i Catalogue of Life.